# Смирись и расслабься!
«Смирись и расслабься!» — первый студийный альбом украинской группы «Валентин Стрыкало».
За три дня до официального релиза группа представила альбом на сайте Яндекс.Музыка для бесплатного прослушивания. На песни «Кайен», «Русский рок», «Дешёвые драмы» и «Наше лето» были сняты клипы.
Юрий Каплан об альбоме:

В альбоме будет всем давно знакомый материал, который мы два года исполняем на концертах. Но его не было в качественных записях и люди не могли закинуть его себе в плеер. Мы сменили несколько студий прежде, чем остановились на удовлетворяющем нас варианте. Бывало, что материал накапливали, сводили и мастерили, но всё это переписывали опять. Фишка в том, что люди привыкли слышать эти песни на концертах, где всё звучит круто и драйвово. Поэтому в записи они ожидают того же драйва, что и на живых выступлениях. Но на концерте мы заряжены энергией зала и наша отдача гораздо круче. Очень сложно вывести себя на этот уровень в студии и добиться того же рок-н-ролла. Потому мы требовательно относились к выбору студии звукозаписи и звукорежиссёра.— Официальный сайт Валентина Стрыкало

## Участники записи
- Юрий Каплан − вокал, гитара;
- Андрей Тропешко − гитара;
- Евгений Ильин − бас-гитара, клавишные;
- Антон Щелконогов − ударные.

Песня «Русский рок» группой была записана ранее с гитаристом Евгением Митиным и барабанщиком Евгением Селезнёвым.
Сведение и мастеринг — Береговой Юрий — BORG MUSIC (кроме «Всё решено», «Наше лето» и «Русский рок»)

## Список композиций
| №   | Название               | Длительность |
| --- | ---------------------- | ------------ |
| 1.  | «Отель Кооператор»     | 3:56         |
| 2.  | «Фанк»                 | 3:14         |
| 3.  | «Песня для девочек»    | 4:17         |
| 4.  | «Рустем»               | 3:34         |
| 5.  | «45 лет»               | 2:23         |
| 6.  | «Всё решено»           | 3:09         |
| 7.  | «Кайен»                | 3:04         |
| 8.  | «Он постоянно»         | 4:04         |
| 9.  | «Лишь однажды»         | 2:53         |
| 10. | «Наше лето»            | 3:27         |
| 11. | «Русский рок»          | 3:13         |
| 12. | «Серёжа»               | 3:52         |
| 13. | «Первомай»             | 3:38         |
| 14. | «Я бью женщин и детей» | 2:43         |
| 15. | «Gay Porn»             | 5:20         |
| 16. | «Так гріє»             | 4:40         |
| 17. | «Дешёвые драмы»        | 3:50         |